# Гней Сентий Сатурнин (консул 41 г.)
Вижте пояснителната страница за други личности с името Сатурнин.
Вижте пояснителната страница за други личности с името Гней Сентий Сатурнин.
Гней Сентий Сатурнин (на латински: Gnaeus Sentius Saturninus; † 66 г.) e римски политик и сенатор.

## Биография
Произлиза от патрицииска фамилия от Атина в Лацио. Син е на Гней Сентий Сатурнин (суфектконсул 4 г.).
Сатурнин първо е едил и през 37 г. претор. През 41 г. той е консул заедно с император Калигула. След убийството на Калигула от Касий Херея той се опитва заедно с колегата си Квинт Помпоний Секунд, да възстанови отново републиката, когато преторианците провъзгласят Клавдий за император. Въпреки това Клавдий взема Сатурнин със себе си през 43 г. като comes в Британия, където той има военни успехи и е награден с ornamenta triumphalia.
По времето на Нерон той е убит или подтикнат към самоубийство. Той изпада под damnatio memoriae през 66 г.
Сатурнин е член на свещеническата колегия Quindecimviri sacris faciundis и приятел на по-късния император Веспасиан.